# أرتور ألفاريز (لاعب كرة قدم)
أرتور ألفاريز (بالإسبانية: Arturo Álvarez)‏ (18 أكتوبر 1959 بمدينة مكسيكو في المكسيك - ) هو لاعب كرة قدم مكسيكي في مركز الدفاع. شارك مع منتخب المكسيك لكرة القدم. أما مع النوادي، فقد لعب مع أتلانتي إف سي وكروز آزول ونادي أمريكا ونادي بويبلا.

## مسيرته الكروية
لعب أرتور ألفاريز خلال مسيرته الاحترافية مع 3 أندية في خمسة عشر موسمًا وسجل خلالها 11 هدفًا ضمن 419 مباراة. حيث فاز في موسم واحد بالكأس وفي موسمين بالدوري.
خاض أرتور ألفاريز مسيرته مع نادي بويبلا في موسم 1980–81 في المرة الأولى ليلعب معه أربعة مواسم ثم في موسم 1989–90 ليلعب معه خمسة مواسم ثم في موسم 1993–94 واستمر معه طيلة ثلاثة مواسم، مشاركًا طوالها في 353 مباراة سجل خلالها 11 هدفًا. ثم انتقل إلى نادي كروز آزول في موسم 1987–88 ولمدة موسمين، حيث شارك في 58 مباراة ولم يسجل أي هدف. لينتقل بعدها إلى نادي أمريكا في موسم 1992–93 لمدة موسم واحد، مشاركًا في 8 مباريات ولم يسجل أي هدف أيضًا.

## وصلات خارجية
- أرتور ألفاريز على موقع قاعدة بيانات كرة القدم.إي يو (الإنجليزية)
- أرتور ألفاريز على موقع ناشيونال فوتبول تيمز (الإنجليزية)